# Antonio Mejía Haro
Antonio Mejía Haro (El Remolino, Juchipila, Zacatecas; 10 de junio de 1957). Es un Político Mexicano, miembro del Partido de la Revolución Democrática, se ha desempeñado como diputado Federal y fue Senador por Zacatecas para el periodo de 2006 a 2012.
Antonio Mejía Haro es Médico Veterinario Zootecnista y tiene una Maestría en Ciencias Agropecuarias, ambas por la Universidad Autónoma de Zacatecas, en la cual ha sido en dos ocasiones director de la Facultad de Medicina Veterinaria y Zootecnia, director general de Innovación Educativa y presidente de la Asociación Nacional de Escuelas y Facultades de Medicina Veterinaria y Zootecnia de 1989 a 1992. Fue secretario y fundador de la Red Interuniversitaria de Educación Veterinaria y de la Federación de Colegios de Profesionistas del Estado de Zacatecas, FECOAPEZ de 1994 a 1998. En 1998 se afilió al PRD siendo consejero estatal y nacional.
En 2000 el gobernador Ricardo Monreal Ávila lo designó Secretario de Desarrollo Agropecuario del gobierno del estado, ocupando en cargo hasta 2003 en que renunció para ser candidato del PRD y electo diputado federal por el V Distrito Electoral Federal de Zacatecas a la LIX Legislatura, periodo que concluyó en 2006, año en que a su vez fue elegido Senador por Zacatecas para el periodo que concluiría en 2012, y en la cual se desempeña como secretario de las comisiones de Comunicaciones y Transportes y de Desarrollo Rural e integrante de las comisiones de Educación y Salud.
El 13 de enero de 2010 solicitó y obtuvo licencia al cargo se Senador para buscar ser candidato del PRD a la gubernatura, registrándose como precandidato el 19 de enero, sin embargo, su precandidatura motivó el rechazo de varios de sus contendientes como Raymundo Cárdenas, Juan José Quirino Salas y Camerino Eleazar Márquez quienes lo consideraron como una imposición de la gobernadora Amalia García y demandaron su retiro; finalmente, el 23 de enero el Consejo Político Estatal del PRD lo eligió formalmente candidato a la gubernatura.